# David Bache
David Bache Ernest (Mannheim, 14 giugno 1925 – 26 novembre 1994) è stato un designer inglese.
Per gran parte della sua carriera ha lavorato per il marchio Rover.

## Biografia

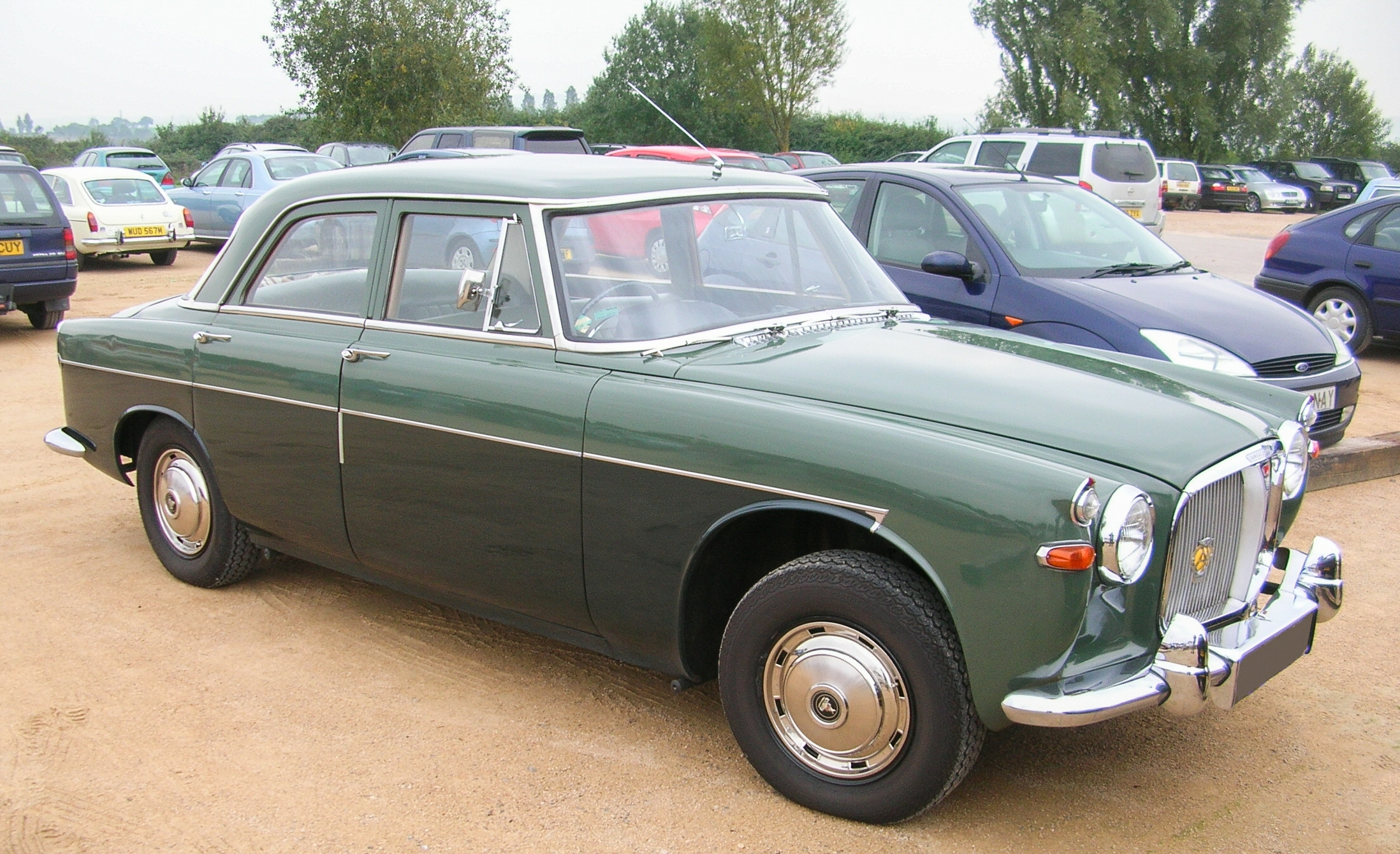
Rover P5 (1958)

Figlio del calciatore inglese Joe Bache, aveva intenzione di studiare presso il Birmingham Central College of Art ma invece entrò nell'Austin Motor Company nel 1943 come studente apprendista, ottenendo un'ampia preparazione sul processo di lavorazione che, a suo dire, contribuì enormemente alla sua concezione del design. Nell'ufficio del design il suo capo era Ricardo Burzi, reclutato nella Austin dalla Lancia nel 1938. Uno dei suoi primi lavori fu quello di progettare il cruscotto della Austin A30. Nel 1954 si trasferì alla Rover, diventandone il primo stilista (il termine stilista era usato all'epoca per differenziare il ruolo da quello del progettista). Il suo primo compito fu quello di aggiornare la Rover P4 (modelli 60, 75 e 90) aumentando l'altezza del bagagliaio e ampliando il lunotto posteriore. È responsabile anche di aver dato al Land Rover II un aspetto più "addomesticato" rispetto al "selvaggio" predecessore. La forma riveduta, completata in appena sei settimane, vive ancora oggi con pochi cambiamenti nel Land Rover Defender.

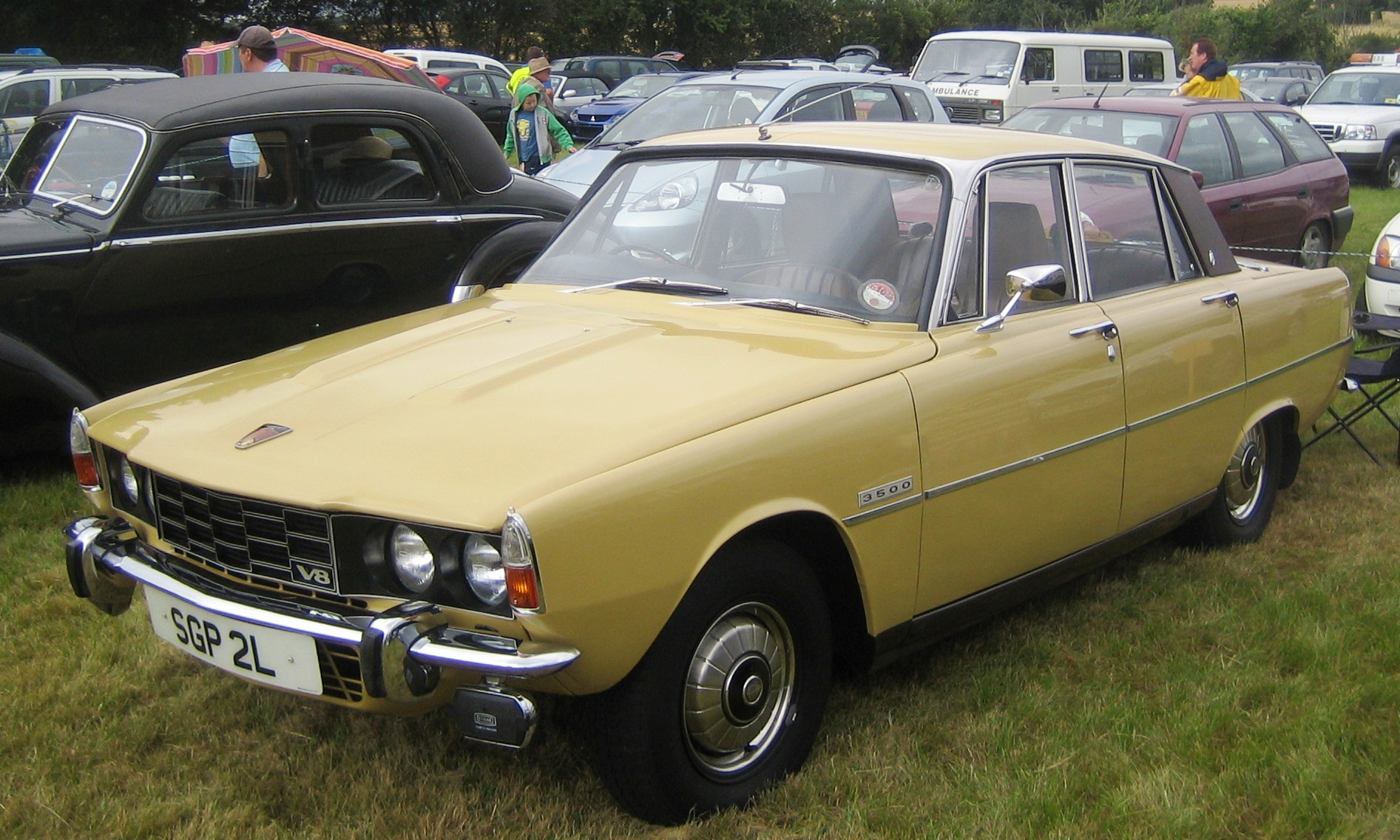
Rover P6 (1963)

La forma delle automobili stava cambiando radicalmente durante gli anni Cinquanta, quando le molli curve arrotondate lasciarono il posto a linee rette e spigoli vivi. I miglioramenti nella costruzione permisero agli ingegneri di fare a meno di un telaio separato, consentendo ai passeggeri di sedersi più bassi nel veicolo; anche lo sviluppo dei vetri curvati diede agli stilisti nuove opportunità. La visita al salone dell'automobile di Parigi del 1955 ebbe un profondo effetto nel suo stile: in particolare rimase impressionato dalla Citroën DS e dalla Facel Vega. Altre influenze sono state i design del carrozziere italiano Ghia per la Chrysler, e il lavoro di Pininfarina, che era stato incaricato di produrre una Coupé e una Cabriolet sul telaio della Rover P4 prima dell'arrivo di Bache.

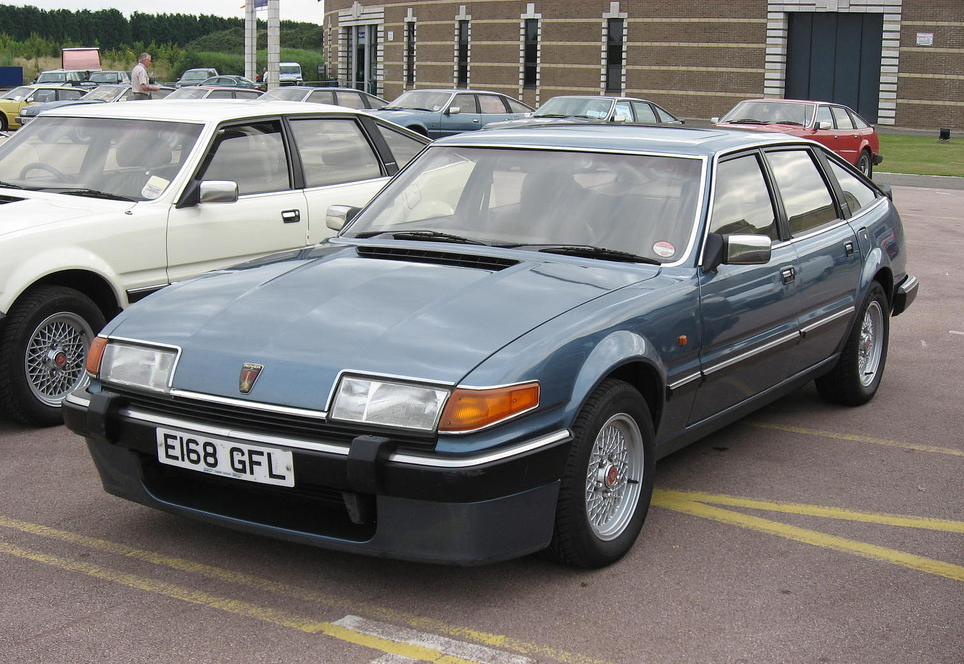
Rover SD1 (1977)

Il suo compito principale fu quello di creare la forma per la Rover P5, che doveva essere un modello piccolo e con un alto volume di produzione. I primi tentativi di Bache furono decisamente moderni e facevano un uso generoso di cromature. Non piacque però all'amministratore delegato della Rover Maurice Wilks, secondo cui l'automobile era eccessivamente appariscente. Bache tornò al tavolo da disegno e arrivò a qualcosa di vicino ad un'evoluzione della P4. Ma dopo aver realizzato un prototipo in scala 1:1, Wilks cambiò direzione. Infatti il successo della Land Rover, originariamente inteso come un modello "tappabuchi" per aiutare le esportazioni della Rover dopo la guerra, significava che tutto lo spazio disponibile nella fabbrica di Solihul sarebbe stato impiegato per soddisfare questa domanda, e semplicemente non c'era spazio per un nuovo modello con volume di produzione alto. La decisione presa nel 1956 fu di rendere la P5 una vettura grande con un volume di produzione più ridotto. Bache si rimise al lavoro e produsse un nuovo progetto; la linea sulla fiancata è reminiscente della Facel Vega, così come il parabrezza anteriore avvolgente. È un omaggio alla visione di Bache che, mentre la P4 ha attraversato almeno tre facelift, la forma della P5 è rimasta invariata per quindici anni.

Tra i veicoli disegnati negli anni successivi ci sono la Rover P6 e la Rover SD1 (entrambe auto dell'anno, rispettivamente nel 1964 e nel 1977); inoltre curò la fase iniziale della progettazione delle Austin Maestro e Montego. Nel 1981 lasciò la British Leyland, fondando la propria azienda di design (David Bache Associates).

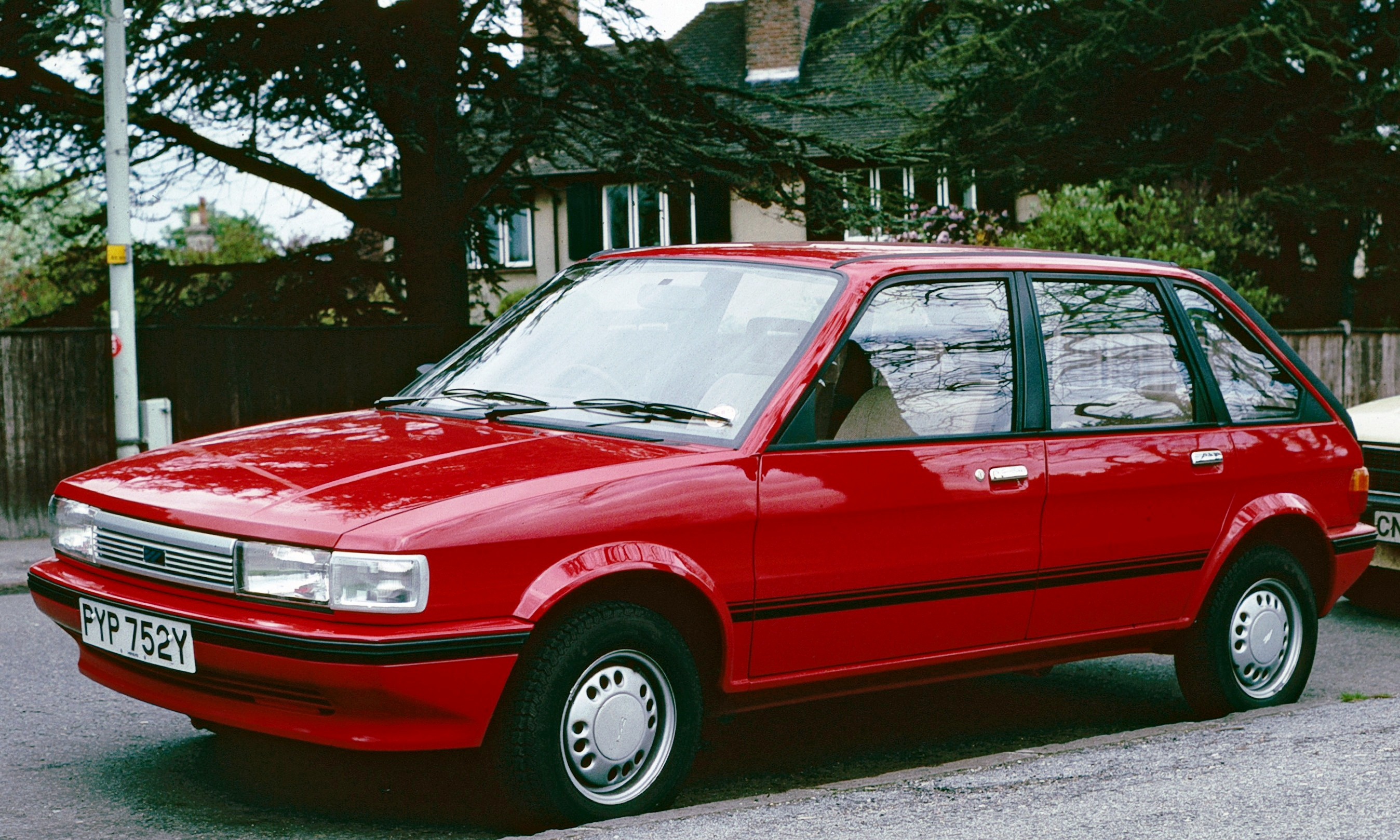
Austin Maestro (1983)

Era sposato, con due figli e una figlia.
Nel 1981 fu insignito del Prince Philip Designers Prize insieme a Raymond Bates e Mark Snowdon per il loro progetto della Austin Metro per la British Leyland.

## Automobili disegnate
- Rover P5
- Land Rover serie II
- Rover P6
- Range Rover
- Rover SD1
- Austin Maestro
- Austin Montego